# Séraphine Louis
Séraphine Louis também conhecida como Séraphine de Senlis (Arsy, 2 de setembro de 1864 – Clermont, 11 de dezembro de 1942) foi uma pintora francesa de estilo naïf.

## Biografia
Séraphine nasceu numa pequena localidade da França, chamada Arsy no ano de 1864. De família humilde, jamais teve aulas de pintura, e nunca participou do meio cultural de sua época, mas tinha uma paixão secreta: sem que ninguém suspeitasse, ela pintava. Seu pai era um trabalhador e sua mãe veio de uma família de camponeses. Ela perdeu a mãe no dia do seu primeiro aniversário, e seu pai morreu quando ela ainda não tinha completado sete anos; ela é, então, levada por sua irmã mais velha.
Ela trabalhou pela primeira vez como um pastor e, em 1881 foi trabalhar como empregada no Convento das Irmãs da Providencia em Clermont, ofício que desempenhou até 1901. A partir de 1901, ela começou a trabalhar como empregada doméstica nas famílias de classe média de Senlis.
Enquanto trabalhava ela começa a pintar a vela em grande isolamento e realiza um trabalho considerável. Enquanto em Senlis, Uhde viu uma natureza morta de maçãs na casa de seu vizinho e ficou surpreso ao saber que Louis, a faxineira, era a artista.
O colecionador de arte alemão Wilhelm Uhde, com base em Senlis, em 1912, descobriu suas pinturas. Mas ele foi forçado a deixar a França em agosto de 1914, e ele se reconecta com Séraphine, em 1927, por ocasião da exposição local de Senlis. Sua ajuda, então, permite que Séraphine pinte grandes telas, inclusive de dois metros. Em 1929, Uhde organiza uma exposição "Pintores do Sagrado Coração", que permite a Séraphine prosperidade financeira, mas esta ostenta fama e gasta muito dinheiro.
Em 1930 Uhde para de comprar suas pinturas por causa da Grande Depressão, que assola também os compradores de obras de arte. Diante da falta de interesse pela sua pintura Séraphine mergulha numa loucura e é internada com "psicose crônica" em 31 de janeiro de 1932 no hospital psiquiátrico de Clermont e, portanto, já não pratica a sua arte.
Suas obras estão expostas por Uhde no entanto: em 1932, primitivos modernos exposição em Paris; em 1937-1938, exposição Mestres da realidade popular, Paris, Zurique, Nova York; em 1942, Primitives exposição do século XX Paris; em 1945, exposição dedicada a Séraphine sozinho em Paris.
Ela morre de fome aos 78 anos no hospital em Villers-sous-Erquery, na miséria e nas duras condições de asilos durante a ocupação alemã.
Séraphine Louis está enterrada na praça dos indigentes no cemitério de Clermont.

## Trabalhos

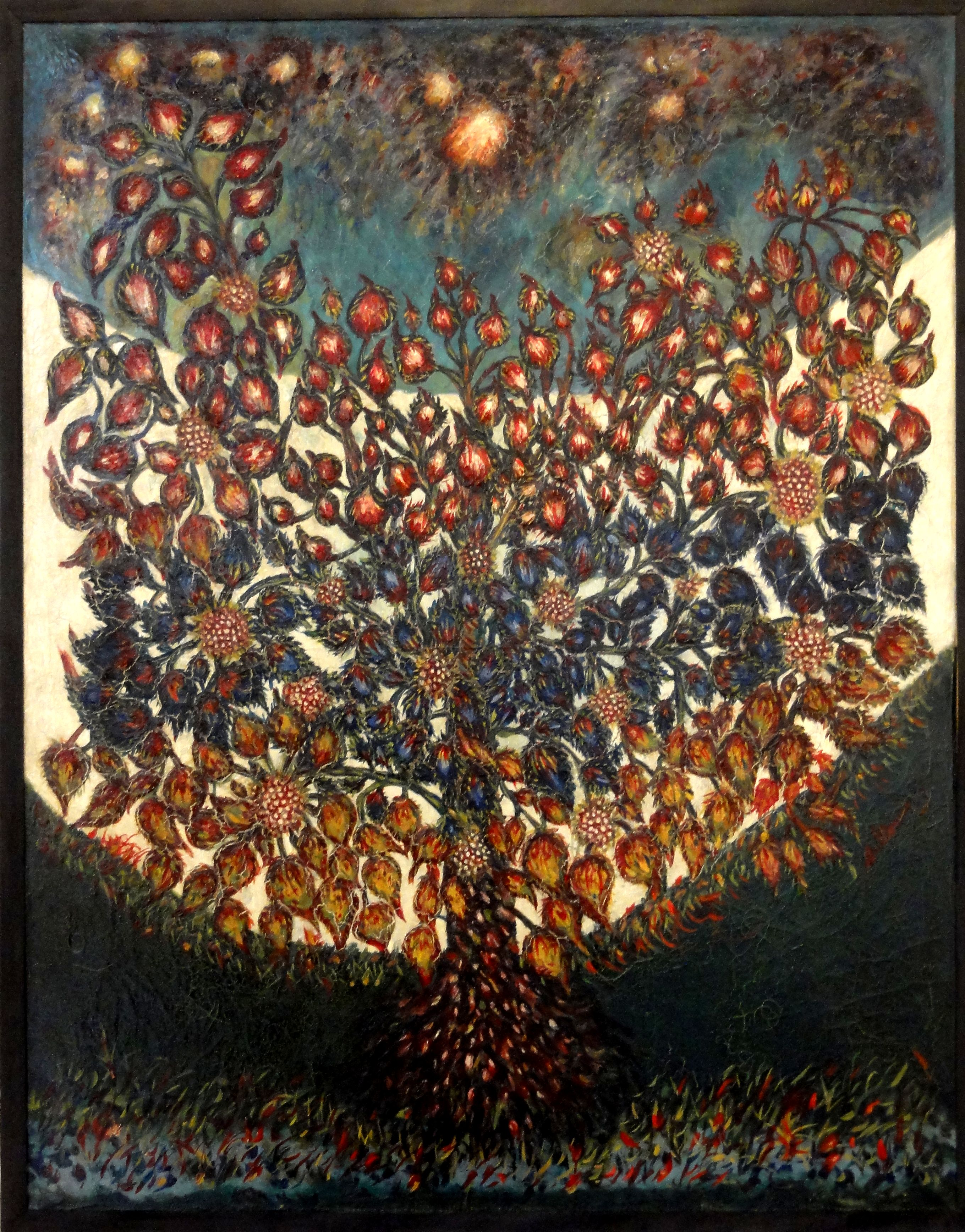
L'arbre de vie ("A árvore da vida"), 1928

As obras de Louis são fantasias predominantemente ricas de arranjos florais intensamente repetidos e embelezados. Ela usou cores e pigmentos que ela mesma fez a partir de ingredientes incomuns e exóticos que ela nunca revelou e que resistiram ao teste do tempo para uma vivacidade durável. As superfícies de suas pinturas têm uma aparência fosca, quase cerosa. Às vezes, sua assinatura (normalmente "S. Louis") era esculpida por uma faca, revelando um fundo de cores contrastantes. Em alguns casos, ela parece ter assinado suas pinturas antes de pintá-las.
Louis era uma artista consumida por uma necessidade irreprimível de criar, "esta famosa necessidade interna de que falava Kandinsky", termos empregados por Bertrand Lorquin, conservador do Musée Maillol em sua introdução à exposição "Séraphine Louis dite Séraphine de Senlis" no Musée Maillol em Paris, que funcionou de 1 de outubro de 2008 a 18 de maio de 2009.

## Legado
O filme Séraphine, de 2008, retrata a sua vida.